# Mariveles
Mariveles è una municipalità di prima classe delle Filippine, situata nella Provincia di Bataan, nella Regione del Luzon Centrale.
Mariveles è formata da 18 baranggay:
- Alas-asin
- Alion
- Balon-Anito
- Baseco Country (Nassco)
- Batangas II
- Biaan
- Cabcaben
- Camaya
- Ipag
- Lucanin
- Malaya
- Maligaya
- Mt. View
- Poblacion
- San Carlos
- San Isidro
- Sisiman
- Townsite